# Institut Wohnen und Umwelt
Das Institut Wohnen und Umwelt GmbH (IWU) hat seinen Sitz in Darmstadt und befasst sich mit interdisziplinärer Grundlagenforschung, um die gegenwärtigen und zukünftigen Formen des Wohnens kritisch zu untersuchen. 
Die Forschungsergebnisse sollen für die Praxis nutzbar gemacht werden, um eine nachhaltige Verbesserung der Lebensverhältnisse der Menschen zu erreichen. Weiter sollen auch die Möglichkeiten einer sparsamen, rationellen und sozialverträglichen Nutzung von Energie und Umwelt erforscht werden.
Die Unternehmensform ist eine GmbH deren Gesellschafter das Land Hessen mit 60 % und die Stadt Darmstadt mit 40 % sind. 
Das Institut hat ca. 40 Mitarbeiter aus den Disziplinen Architektur, Bauforschung, Biologie, Elektrotechnik, Geografie, Jura, Maschinenbau, Mathematik, Physik, Stadtplanung, Soziologie und Volkswirtschaftslehre.
Die Zahl der wissenschaftlichen Veröffentlichungen liegt bei ca. 60 pro Jahr. Das IWU verfügt über eine Bibliothek, die ca. 44.000 Bände und ca. 160 gehaltene Zeitschriften umfasst und verfügt außerdem über einen Selbstverlag zur Veröffentlichung seiner Projektergebnisse. Pro Jahr werden durchschnittlich ca. 40 Projekte aus unterschiedlichsten Bereichen durchgeführt.

## Geschichte
Die Gründung erfolgte 1971 durch die Hessische Landesregierung. Nach einer dreijährigen Experimentierphase (1971–1974), in der Themen wie Probleme der Städtebauförderung, Determinanten der Wohnungsversorgung und die Fallstudie einer Großwohnsiedlung in Darmstadt eher wissenschaftlich-theoretisch bearbeitet wurden, entwickelte das IWU ein neues Konzept, welches eine enge Verbindung der wissenschaftlichen Forschung zur politischen und planerischen Praxis vorsah und zudem die Notwendigkeit, verwertbare und durchsetzbare Vorschläge zu erarbeiten betonte. Arbeitsschwerpunkte in den folgenden Jahren waren: Entwicklung der Siedlungsstruktur in Hessen, Modernisierung und Sanierung im Wohnungs- und Städtebau, Entwicklung des Wohnungsbedarfs und der -nachfrage insbesondere für die sozial schwächeren Schichten, Weiterentwicklung von Instrumenten der Bürgerbeteiligung und Verbesserung des Wohnumfeldes vor allem im Bereich Verkehr etwa durch Verkehrsberuhigung und Forschung zur Wohnpsychologie.
1985 fasste die Hessische Landesregierung den Beschluss, die fachliche Arbeit um Fragen der rationellen Energienutzung in Gebäuden zu erweitern. Seitdem werden neben aktuellen wohnungspolitischen und städtebaulichen Fragestellungen im Forschungsbereich Energie Themen wie die Entwicklung von Niedrigenergie- und Passivhäusern im Neubau und Bestand, neue Instrumente zur Bewertung des wärmetechnischen Standards von Gebäuden und Weiterbildungsinstrumente für Akteure im Baubereich untersucht.